# Schänis
Schänis is een gemeente en plaats in het Zwitserse kanton Sankt Gallen, en maakt deel uit van het district See-Gaster.
Schänis telt 3451 inwoners.